# 辛有
辛有（？—？），姒姓，辛氏，名有，周朝太史
。
周平王向东迁都洛阳的时候，辛有到了伊川，见到披着头发在野外祭祀的人，说：“不到一百年，这里就要变成戎人居住的地方！礼仪已经先消亡了。”前638年秋季，秦国和晋国把陆浑之戎迁到伊川。
辛有的次子董到了晋国，担任史官，立为董氏，晋国正卿孙伯黡与他共同监督管理晋国典籍。春秋時期晉國史官董狐為其後人